# 单腺侧黄吸虫
单腺侧黄吸虫（学名：Athesmia heterolecithodes）为双腔科侧黄属的动物。营寄生生活，终末宿主董鸡，寄生于肝脏以及胆管。